# Ordres, décorations et médailles de l'empire de Corée
Le système d'ordre et de distinction de l'empire de Corée a été institué le 17 avril 1900 par Kojong par la proclamation de la « Loi sur les Récompenses et les Décorations », en vertu de l'ordonnance impériale no 13. Les distinctions ont été créées par Kojong, le premier empereur de Corée, puis par son fils aîné Sunjong, empereur à partir de 1907 jusqu’à la fin de l'empire en 1910.

## Histoire

### Contexte d'apparition
L'instauration du système d'ordre et de récompense de l'empire de Corée suit la volonté politique impériale d'adopter des modèles occidentaux, de transformer le pays en un État moderne.

### Création
Le décret impérial no 13 du 17 avril 1900, promulgué le 19 avril 1900, nommé « Loi sur les Récompenses et les Décorations » (hangeul : 훈장조례) instaure le système d'ordre et de distinction de l'empire de Corée,,.
Le système de récompense est créé en 1900, soit la 4e année du règne de l'empereur Kojong (Kwangmu 4).

### Fabrication des distinctions
Le lieu des fabrications des distinctions de l'empire de Corée n'est pas connu, il est très probable qu'elles aient été en grande partie fabriquées en Corée. La qualité de fabrication des distinctions est inférieure à celle des européens et des Japonais. Les insignes de fabrication coréenne se caractérisent par une épaisseur et un poids important, une piètre qualité d'émail, et une variabilité du design. La numérotation au revers est parfois gravée. Il existe des ordres et médailles de fabrication européenne, qui ne respectent pas le design original, qui ont sûrement été créés pour répondre au besoin des collectionneurs en Europe.
Certaines distinctions ont en leur centre un taegeuk ou un trigramme qui se tourne dans le sens anti-horaire. Le taeguk peut avoir les couleurs rouge et bleu inversées.
Les écrins des récompenses sont en bois recouvert d'un tissu bleu muni d'un fermoir d'argent de la forme d'une fleur de prunier. Les intérieurs des écrins sont doublés de tissu rouge foncé.

### Date d'attribution
Le « Bureau des Décorations » (Office of Decorations) remet ordinairement les récompenses deux fois dans l'année, en janvier et en juillet. Il est possible qu'exceptionnellement des récompenses soient décernées hors de ces périodes.

### Usage au Japon
Après l'annexion de la Corée par le Japon en 1910, les distinctions attribuées par l'empire de Corée continuent à être portées au Japon.

## Ordres
Il semblerait que les ordres de l'empire de Corée aient leur pendant japonais.
Présentation des différents ordres de l'empire de Corée, par ordre de préséance.

### Ordre du Cheok d'Or
L'ordre du Cheok d'Or (ou grand ordre du Cheok d'Or, ou ordre de Taejo, ou ordre du Souverain d'Or ou grand ordre du Souverain d'Or) (hangeul : 금척대수정장 ; hanja : 金尺大綬正章) est un ordre créé par l'empereur Kojong le 17 avril 1900. Cet ordre très prestigieux est décerné aux chefs d'État, aux princes et plus rarement à certaines personnes étant déjà été décorées par l'Ordre des Étoiles Auspicieuses. Cet ordre n'a qu'une seule classe,.

### Ordre des Étoiles Auspicieuses
L'Ordre des Étoiles Auspicieuses (ou Grand Ordre des Étoiles Auspicieuses) (en anglais : Order of the Seoseong) (hangeul : 서성대수정장 ; hanja : 大勳位瑞星大綬章 ou 瑞星大綬正章) est un ordre créé par l'empereur Kojong le 12 août 1902. Il est décerné aux personnes ayant étant déjà décorées de l'Ordre de la Fleur de Prunier en reconnaissance de service méritoires. Cet ordre n'a qu'une seul classe,.

### Ordre de la Fleur de Prunier
L'Ordre de la Fleur de Prunier (ou Grand Ordre de la Fleur de Prunier ou Ordre d'Ehwa ou Grand Ordre d'Ehwa) (hangeul : 이화대수정장 ; hanja : 李花大綬正章) est un ordre créé par l'empereur Kojong le 17 avril 1900. Il est décerné aux personnes ayant étant déjà décorées de l'Ordre de Taegeuk. Cet ordre n'a qu'une seul classe.

### Ordre de Taegeuk
L'Ordre de Taegeuk (ou Ordre de Taeguk, ou Ordre du Drapeau National) (hangeul : 태극장 ; hanja : 太極章) est un ordre créé par l'empereur Kojong le 17 avril 1900. Cet ordre est composé de huit classes,.

### Ordre des Huit Trigrammes
L'Ordre des Huit Trigrammes (ou Ordre de Palgwae) (hangeul : 팔괘장 ; hanja : 八卦章) est un ordre crée par l'empereur Kojong le 16 avril 1901. Cet ordre récompense les fonctionnaires militaires et civils pour leurs mérites ou leurs longs services méritoires. Cet ordre est composé de huit classes,.

### Ordre du Phénix Auspicieux
L'Ordre du Phénix Auspicieux (hangeul : 서봉장 ; hanja : 瑞鳳章) est un ordre créé par l'empereur Kojong le 30 mars 1904. Cet ordre est réservé aux femmes et est composé de huit classes,.

### Ordre du Faucon Pourpre
L'Ordre du Faucon Pourpre (hangeul : 자응장 ; hanja : 紫鷹章) est un ordre créé par l'empereur Kojong le 17 avril 1900. Il est attribué en reconnaissance de grands services militaires,.

Dessins des Ordres de l'empire de Corée
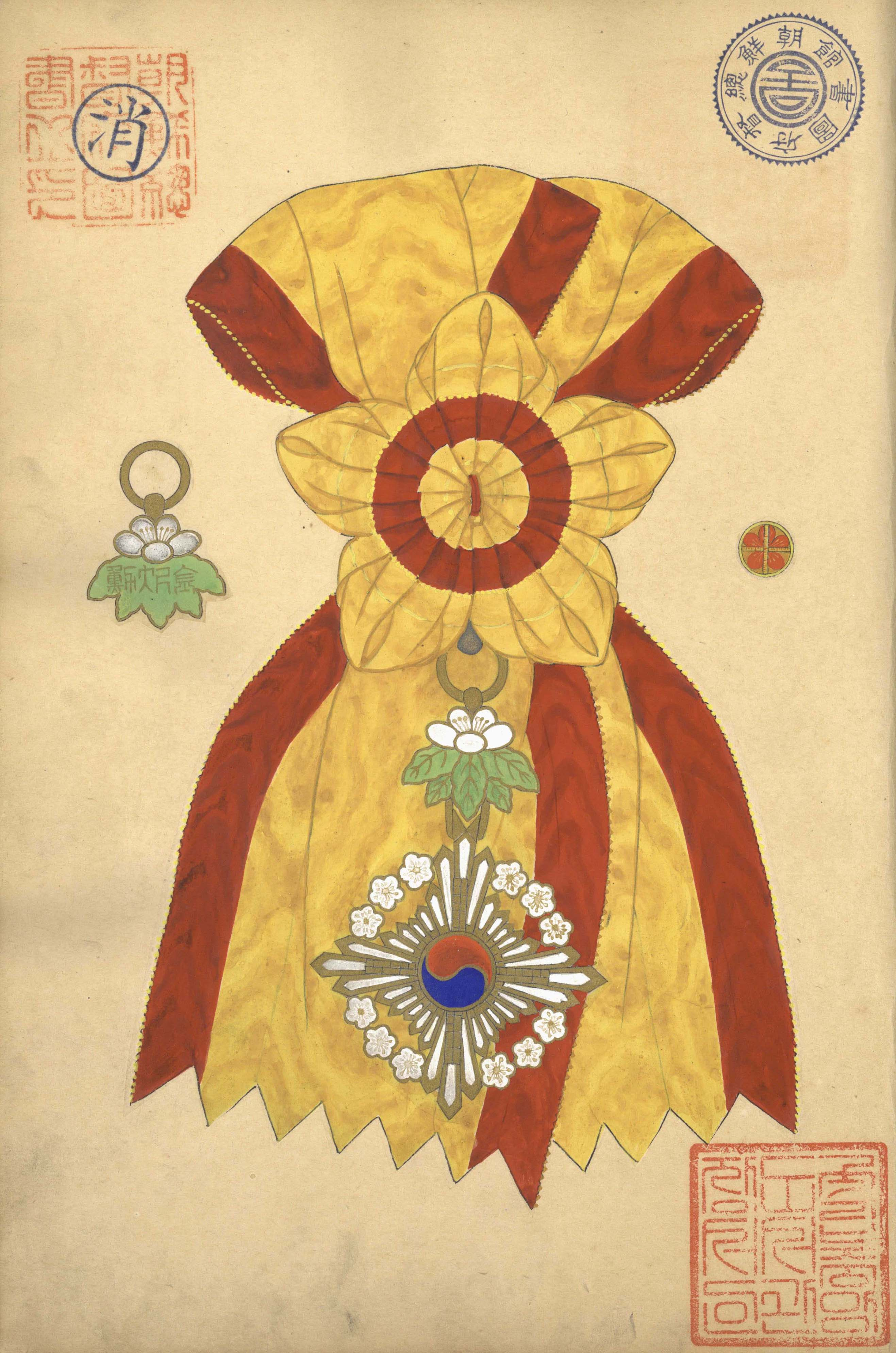
Grand Ordre du Cheok d'Or
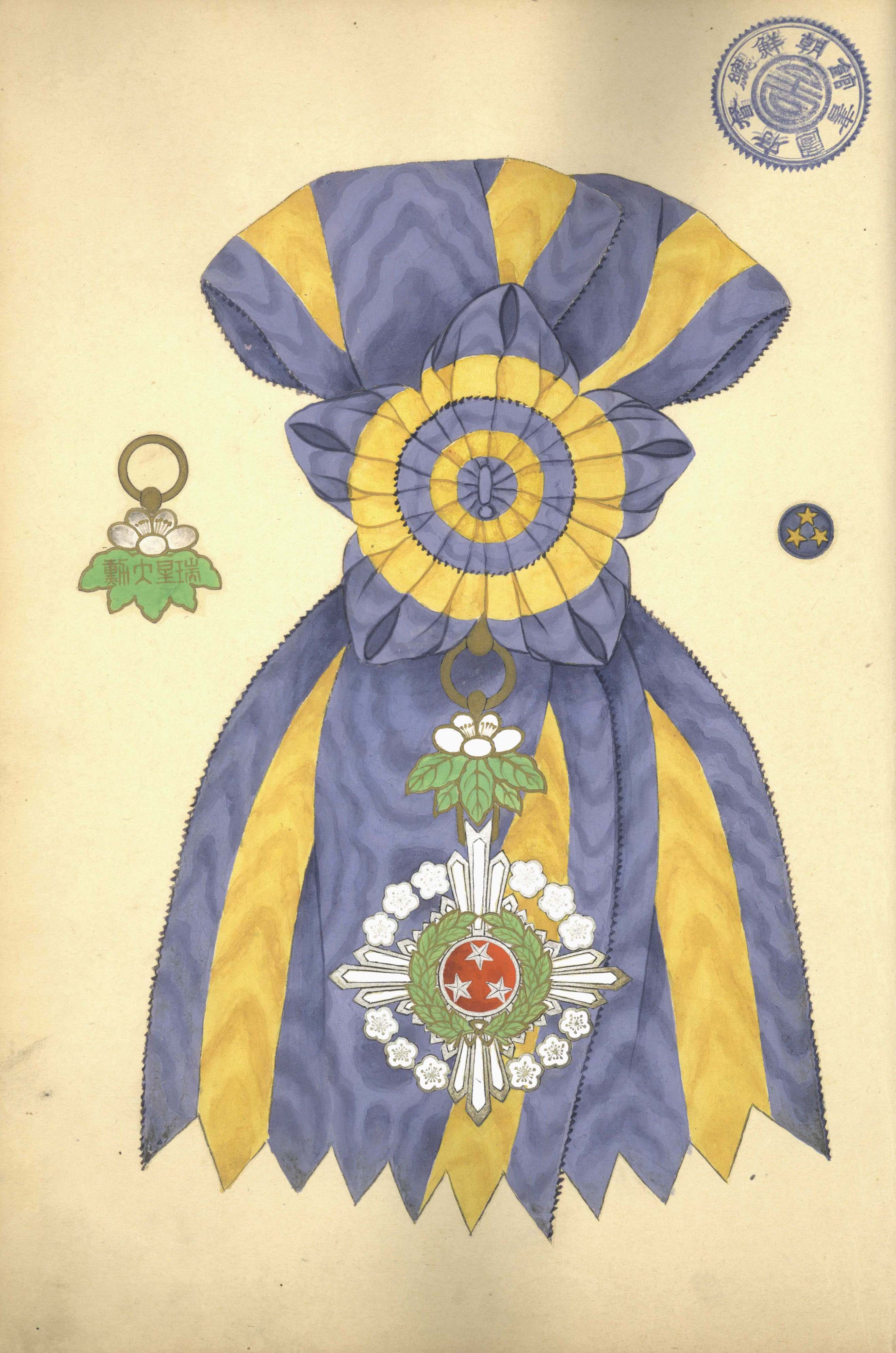
Grand Ordre des Étoiles Auspicieuses
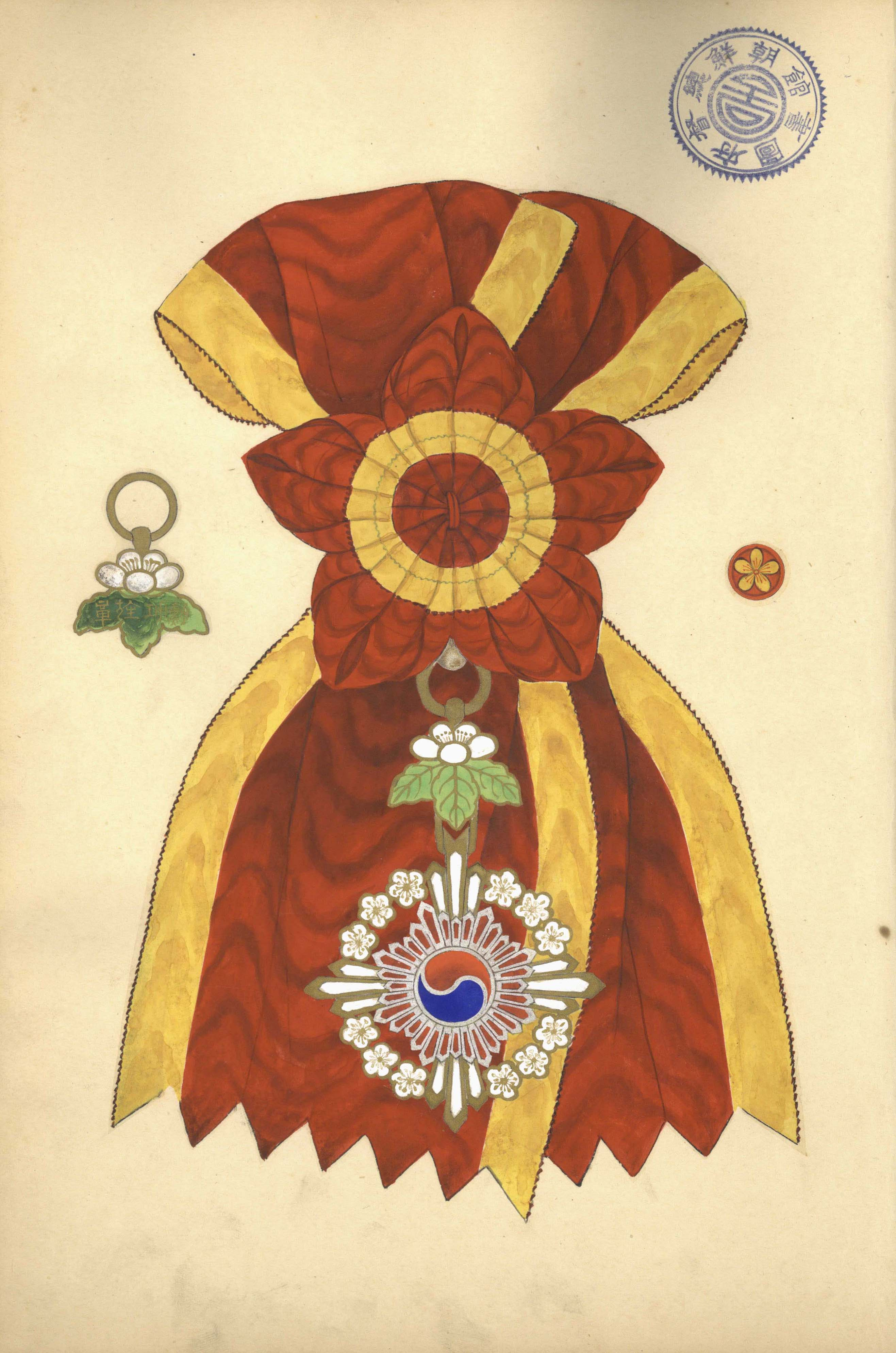
Grand Ordre de la Fleur de Prunier (Ehwa)
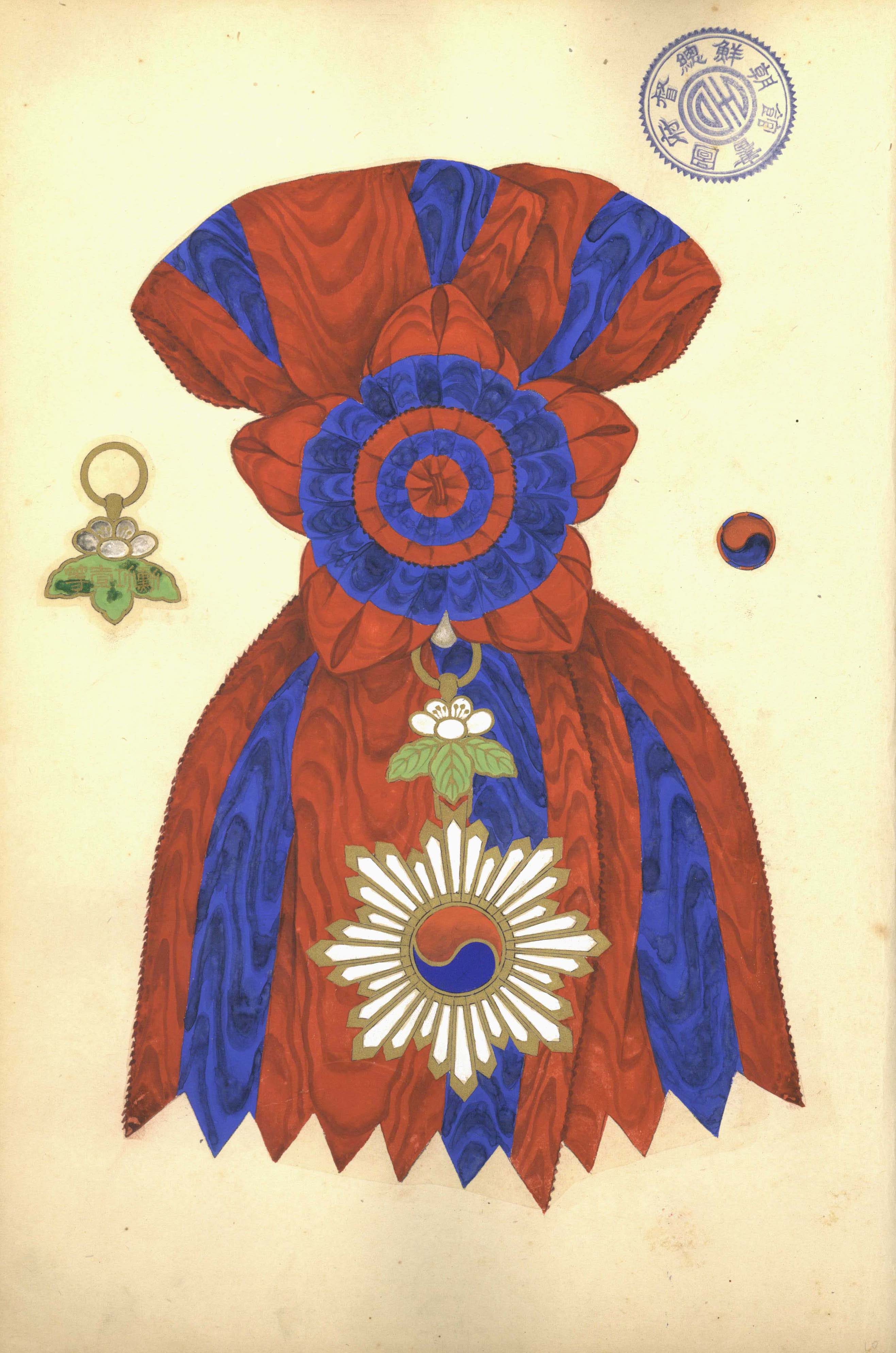
Ordre de Taegeuk
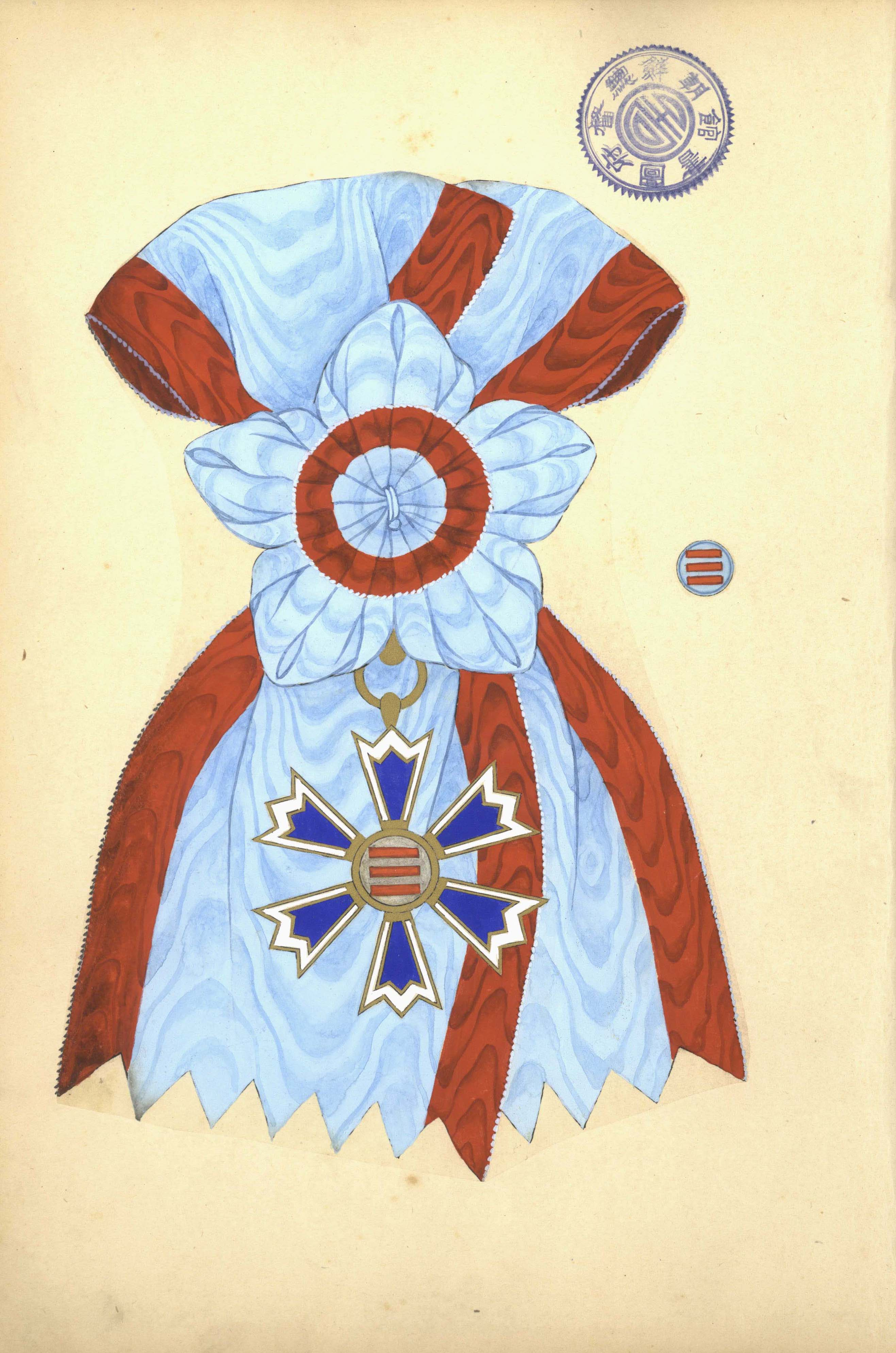
Ordre des Huit Trigrammes (Palgwae)
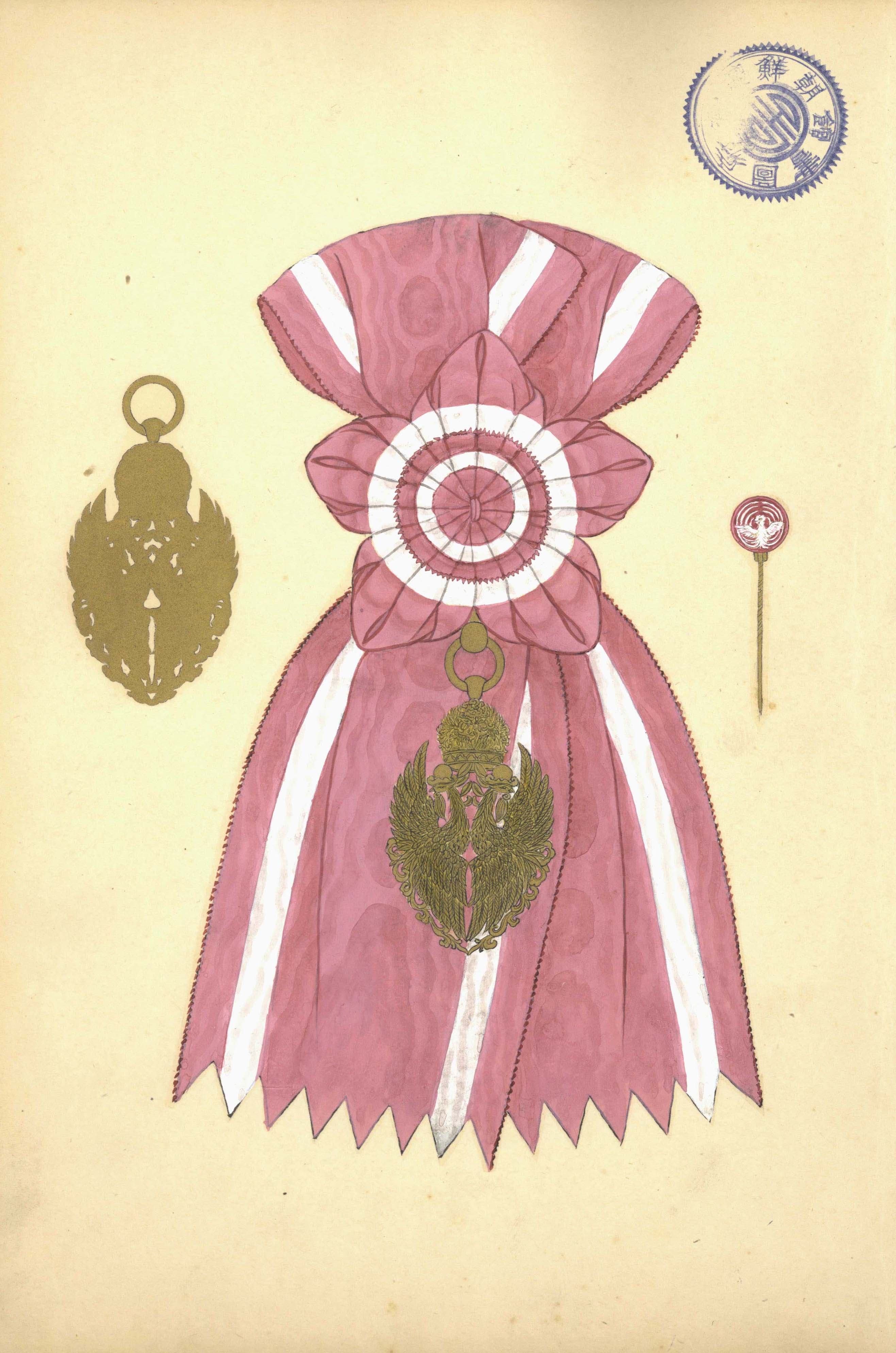
Ordre du Phénix Auspicieux
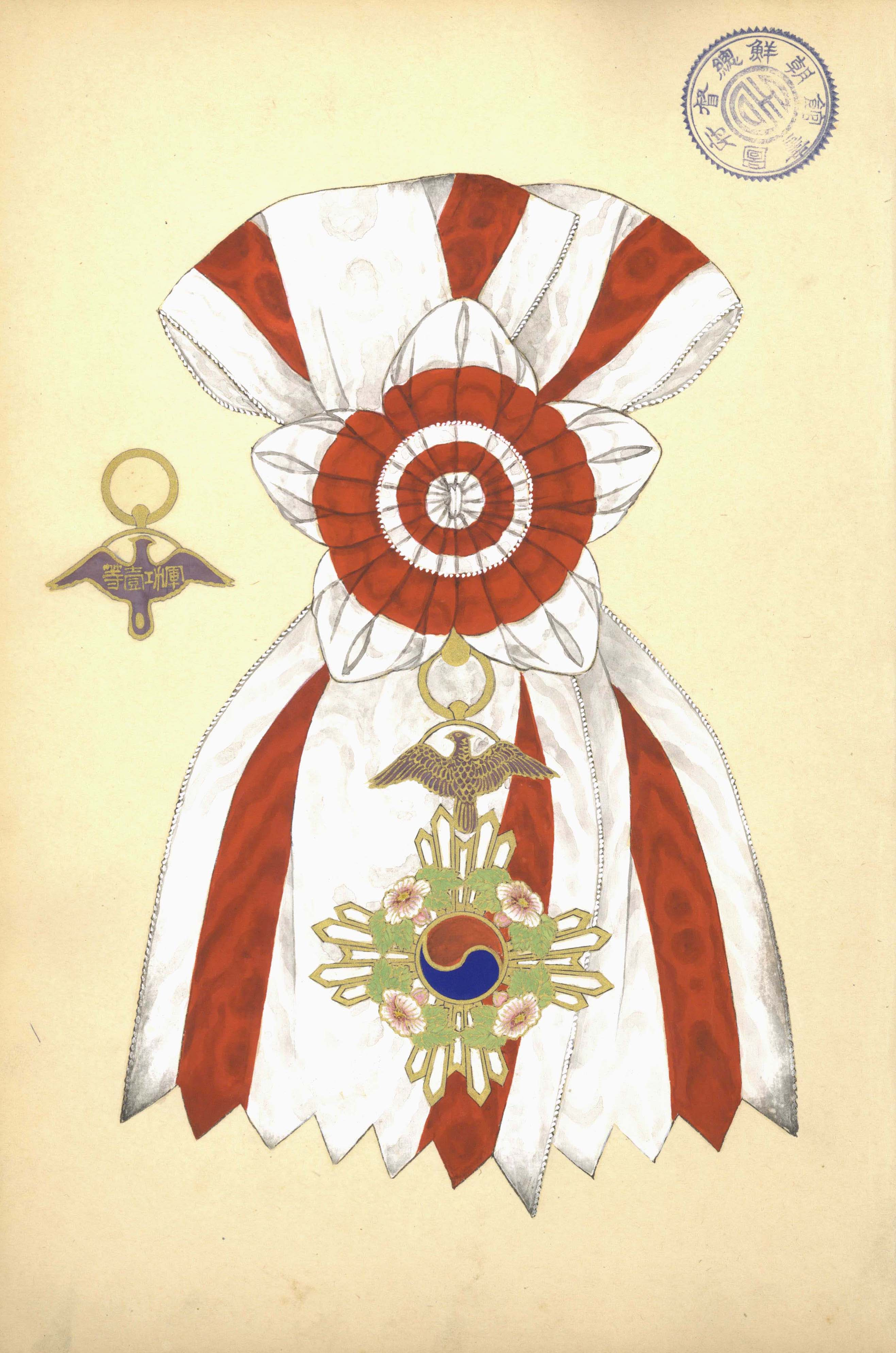
Ordre du Faucon Pourpre

## Médailles
Les médailles commémoratives (hanja : 紀念章) sont des médailles qui ont été créées pour marquer certains événements spéciaux d'envergure nationale de l'empire. Elles sont généralement décernées à la famille royale ainsi qu'aux invités et aux organisateurs de ses évènements. Il n'y a pas de médaille militaire dans le système d'ordre et de distinctions de l'empire de Corée.
Matériellement, ce sont de petites médailles qui mesurent environ 3 centimètres. Ces médailles suivent un pattern récurrent : l'évènement est représenté à l'avers de la médaille, et au revers il est inscrit sa date avec une légende,. Il existe cinq médailles commémoratives de l'empire de Corée.

### Médaille du50eanniversaire de l'Empereur
La Médaille du 50e Anniversaire de l'Empereur (ou Médaille commémorative du 50e Anniversaire de l'Empereur) est une récompense créée par l'empereur Kojong pour célébrer son cinquantième anniversaire du 7 septembre 1901. Cette médaille se compose de deux classes, la 1re classe pour l'empereur et sa famille, la 2e classe pour les nobles et roturiers).

### Médaille des 40 Ans de Règne de l'Empereur Gwangmu
La Médaille des 40 Ans de Règne de l'Empereur Gwangmu (ou Médaille commémorative des 40 Ans de Règne de l'Empereur Gwangmu) est une récompense créée par l'empereur Kojong pour célébrer ses quarante ans de règne au 18 octobre 1902. Il existe trois classes pour cette médaille : la 1re classe réservée à l'empereur et sa famille, la 2e classe pour les nobles et officiers, la 3e classe pour les roturiers, jeunes fonctionnaires et autres grades.

### Médaille du Mariage du Prince Héritier
La Médaille du Mariage du Prince Héritier (ou Médaille commémorative du Mariage du Prince Héritier) est une récompense créée pour célébrer le mariage de Sunjong, qui est le fils aîné de Kojong, le 24 janvier 1907. Il existe trois classes : la 1re classe réservée à l'empereur et sa famille, la 2e classe pour les nobles et officiers, la 3e classe pour les roturiers, jeunes fonctionnaires et autres grades.

### Médaille d'Intronisation de l'Empereur Sunjong
La Médaille d'Intronisation de l'Empereur Sunjong (ou Médaille commémorative d'Intronisation de l'Empereur Sunjong),,. est une récompense institué par l'empereur Yunghu le 27 août 1907 pour célébrer le début de son règne. Il a été décerné aux invités et aux organisateurs de la cérémonie d'intronisation du nouvel empereur. Il existe trois classes : la 1re classe réservée à l'empereur et sa famille, la 2e classe pour les nobles et officiers, la 3e classe pour les roturiers, jeunes fonctionnaires et autres grades.

### Médaille de la Tournée Impériale
La Médaille de la Tournée Impériale (ou Médaille commémorative de la Tournée Impériale) est une récompense institué par l'empereur Yunghu en 1909 pour célébrer sa visite de la partie ouest et sud de la péninsule. Elle aurait probablement été attribuée aux membres de l'entourage de l'empereur, à certaines personnes étant associé au projet de tour, aux fonctionnaires locaux des zones visitées. Cette médaille se compose de deux classes, la 1re classe pour l'empereur et sa famille, la 2e classe pour les nobles et roturiers). L'avers de la médaille représente la bannière de l'empereur coréen avec des fleurs de prunier, sur le revers il y a une inscription en coréen.

Dessins des médailles de l'empire de Corée
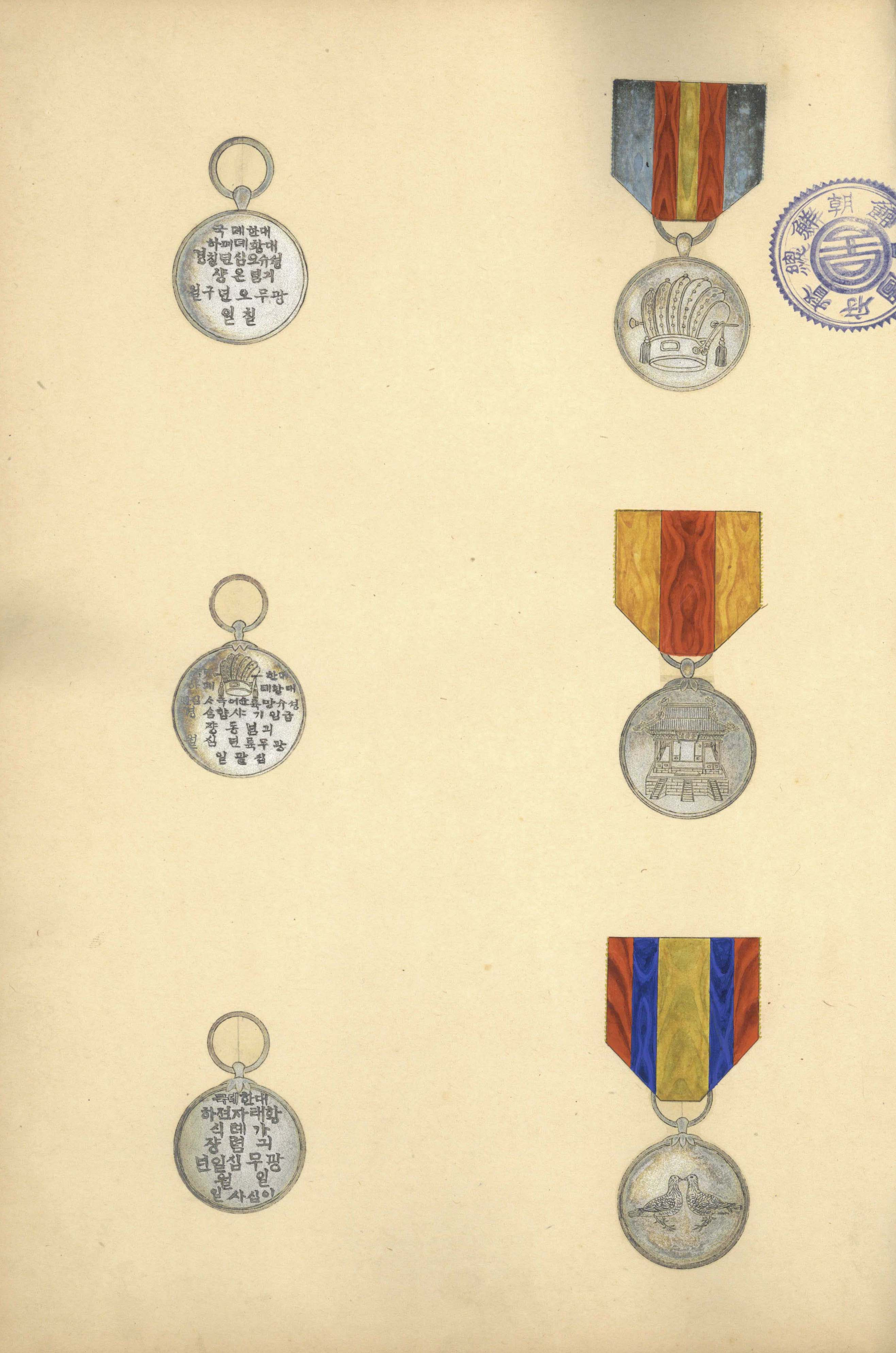
Médaille des 50 ans de l'empereur, Médaille des 40 ans de Règne, Médaille du Mariage du Prince héritier
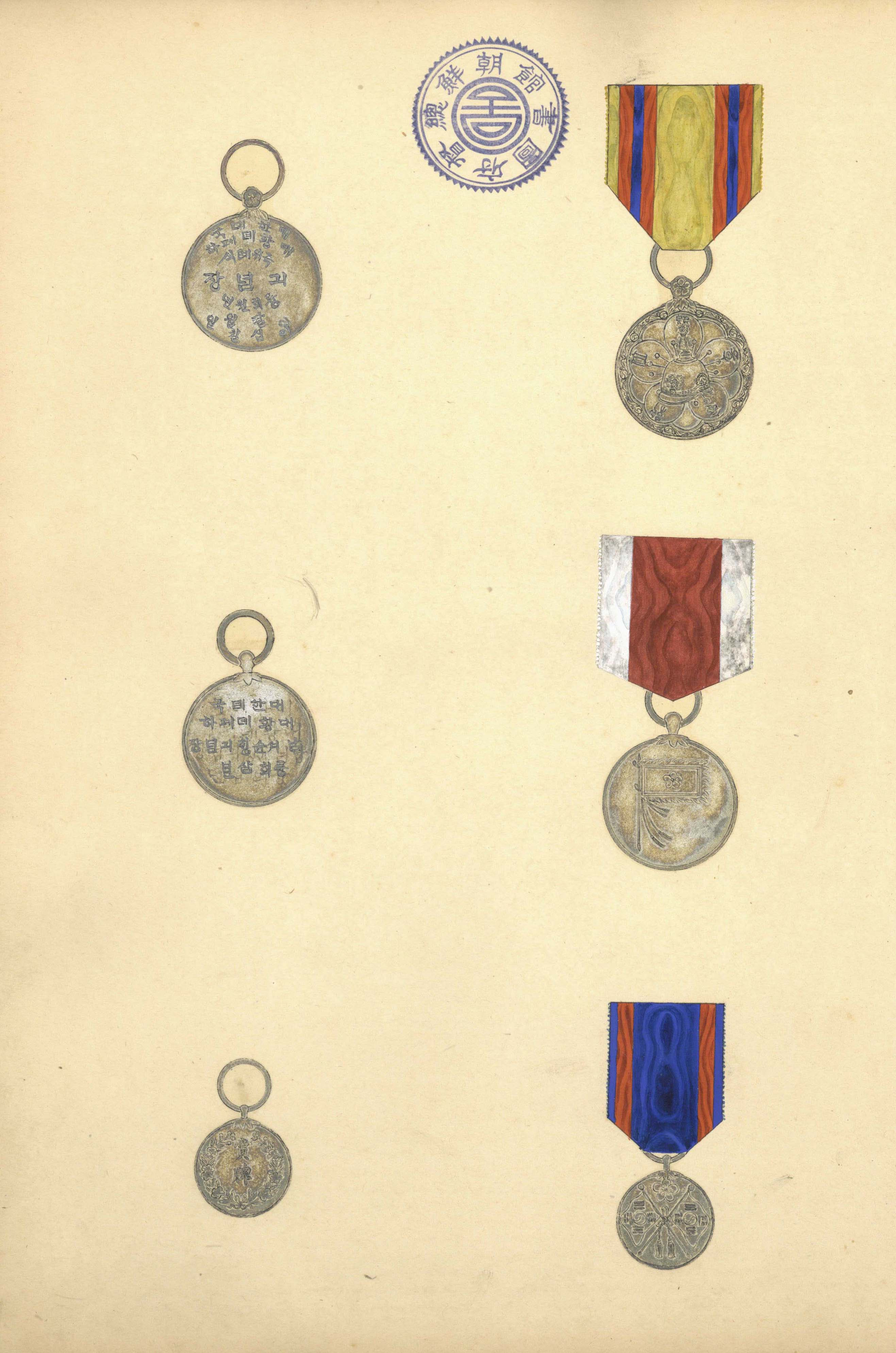
Médaille d'intronisation de l'empereur, Médaille de la Visite Impériale, Médaille